# Johan van der Burg
Johan van der Burg (* ? in Delft; † 11. März 1640 in Tayouan auf der Insel Taiwan) war ein Beamter der Niederländischen Ostindien-Kompanie und von 1636 bis 1640 Gouverneur von Niederländisch-Formosa.

## Leben
Das Geburtsdatum des aus Delft stammenden van der Burg ist nicht bekannt. 1627 reiste er im Dienst der Niederländischen Ostindien-Kompanie (VOC) nach Batavia (Niederländisch-Indien) und heiratete Adriana Quina. Im Jahr 1631 wurde er in den Rat von Indien berufen und leitete 1634 eine Gesandtschaft in das Sultanat Banten.
1636 wurde van der Burg zum Gouverneur von Niederländisch-Formosa (dem heutigen Taiwan) ernannt. Er starb am 11. März 1640 in Tayouan, dem heutigen Anping, und wurde im dortigen Fort Zeelandia begraben.